# الخدارش (أسلم)

تعديل مصدري - تعديل

الخدارش هي إحدى قرى عزلة أسلم الشام بمديرية أسلم التابعة لمحافظة حجة، بلغ تعداد سكانها 366 نسمة حسب تعداد اليمن لعام 2004.